# Asahi Shinbun
Asahi Shinbun (朝日新聞? lett. "Giornale del sole del mattino") è un quotidiano nazionale in lingua giapponese del Giappone. Ha il quartier generale ad Osaka ed è secondo per le vendite nel paese solo al Yomiuri Shinbun.

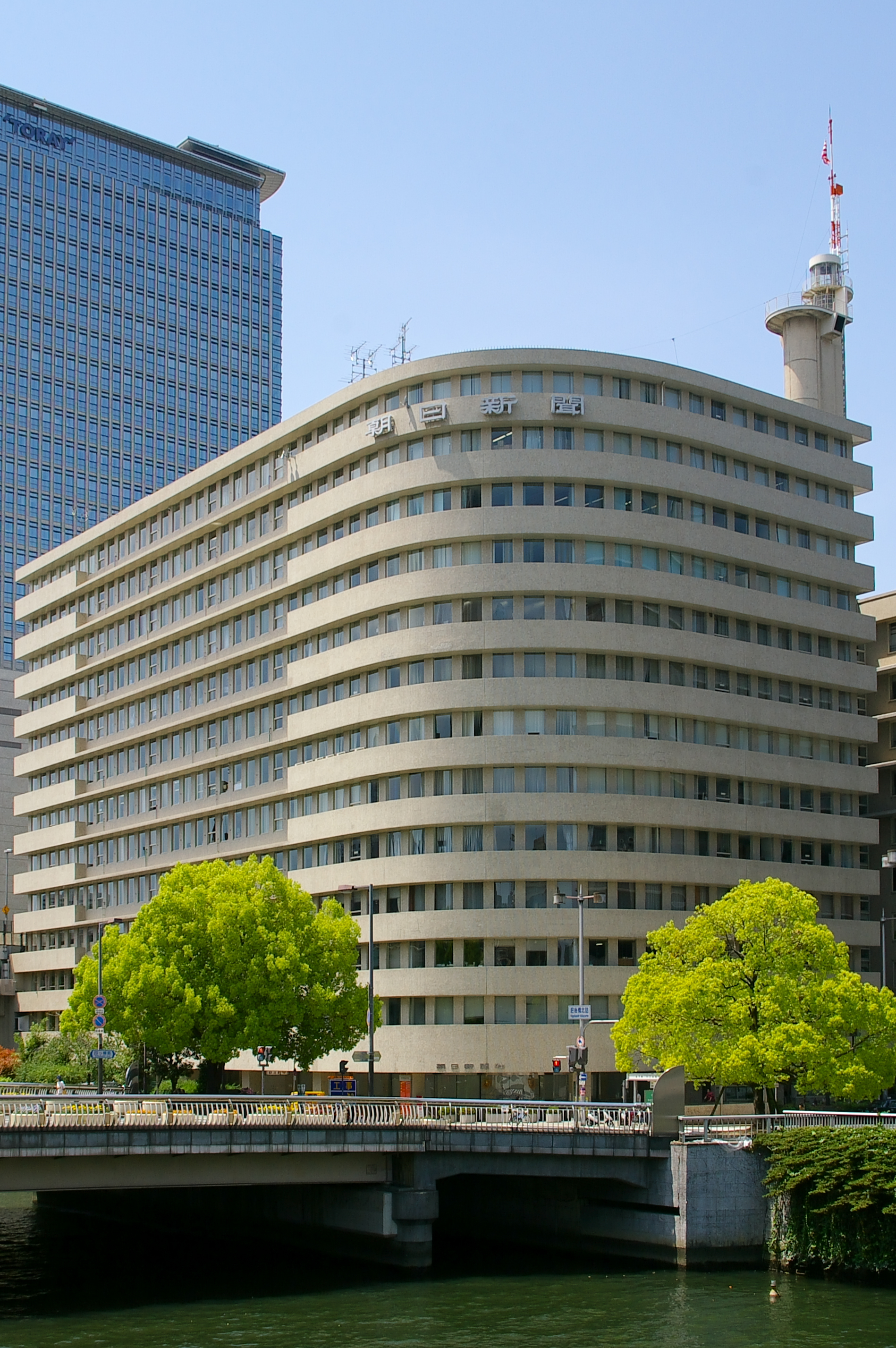
Sede del giornale ad Osaka

La testata ha avuto come partner fino al 2010 il quotidiano International Herald Tribune, di proprietà di The New York Times. Fino ad allora avevano pubblicato il quotidiano in lingua inglese International Herald Tribune/The Asahi Shimbun, che aveva preso il posto del precedente Asahi Evening News. L'alleanza tra i due gruppi si è sciolta per gli scarsi profitti e da allora Asahi Shimbun ha promosso Asia & Japan Watch un portale online in inglese.

## Storia
Iniziò le sue pubblicazioni il 25 gennaio 1879 ad Osaka; i tre principali fondatori furono Noboru Kimura (proprietario), Ryōhei Murayama e Tei Tsuda. Il giornale aveva inizialmente una tiratura di tremila copie. Nel 1881, ricevuto il sostegno economico del governo, rinnovò il formato ed incrementò la tiratura editoriale. Nel 1907, lo scrittore Sōseki Natsume collaborò con il giornale, pubblicando i suoi romanzi nelle pagine del quotidiano. Nel 1908 il quotidiano Tokyo Asahi e Asahi Shimbun si fusero, dando vita al nuovo quotidiano Asahi Shimbun Goshi Kaisha.
Nel 1918, un articolo fortemente critico contro il governo di Terauchi Masatake durante le rivolte per il riso venne censurato. Ciò portò alle dimissioni di buona parte della redazione ed i successivi editoriali seguirono una linea politica più blanda. Le posizioni politiche liberali del giornale portarono a gravi atti di vandalismo contro la sede della testata durante il tentato colpo di Stato del 26 febbraio 1936 e nel periodo successivo.
Verso la fine degli anni trenta, Asahi fu di supporto alla politica nazionalista moderata del primo ministro Fumimaro Konoe, criticando aspramente il capitalismo nel periodo in cui fu capo editore Taketora Ogata. Questi era uno dei capi della Genyōsha, un gruppo ultranazionalista composto da criminali di estrema destra formato nel 1881 da Tōyama Mitsuru. Un altro membro di tale gruppo era Kōki Hirota, grande amico di Ogata che sarebbe divenuto primo ministro per poi essere impiccato alla fine del secondo conflitto mondiale per crimini di guerra.
Ryū, un economista marxista dell'Istituto Ōhara per le ricerche sociali, prima di entrare nell'Asahi, aveva invocato la pianificazione dell'economia nel suo Nihon Keizai no Saihensei (Riorganizzazione dell'economia giapponese. 1939). Nell'aprile del 1937, l'aereo della Mitsubishi Kamikaze, sponsorizzato dall'azienda Asahi Shimbun, compì l'incredibile per quei tempi traversata oceanica giungendo a Londra, destando lo stupore generale in Occidente. Fu il primo aereo giapponese a volare in Europa.
Nel settembre del 1940, Osaka Asahi Shimbun e Tokyo Asahi Shimbun si fusero per formare Asahi Shimbun. Il 1º gennaio 1943, le pubblicazioni furono sospese dal governo dopo un critico editoriale di Seigō Nakano, politico, membro della Genyōsha ed amico di Ogata. Nel dicembre dello stesso anno, Ogata fu rimosso dal posto di capo editore dal presidente di Asahi Nagataka Murayama, che lo nominò vice presidente mettendolo in secondo piano. Ogata sarebbe diventato nel 1944 ministro senza portafoglio e presidente dell'agenzia di spionaggio governativa durante il mandato del primo ministro Kuniaki Koiso. Nel 1945, l'altro vice presidente di Asahi Hiroshi Shimomura avrebbe ricoperto gli stessi incarichi di Ogata durante il governo di Kantarō Suzuki. Il 17 agosto dello stesso anno, tali incarichi passarono di nuovo a Ogata con la nomina a primo ministro del principe Naruhiko Higashikuni.
Nel novembre del 1945, la dirigenza della testata presentò in massa le proprie dimissioni, come atto di responsabilità per la compromettente gestione nel periodo di guerra. L'anno successivo, il giornale adottò l'odierno sistema di utilizzo dei kana chiamato shin kanazukai. Nel 1949 cominciarono le pubblicazioni delle vignette Sazae-san di Machiko Hasegawa, che sarebbero divenute una delle principali attrazioni della testata. Tra il 1954 ed il 1971, Asahi Shimbun pubblicò una grossa rivista annuale in lingua inglese chiamata This is Japan.
Il primo numero del quotidiano in inglese International Herald Tribune/The Asahi Shimbun fu pubblicato il 2 aprile 2001. Nel 2007, Yoichi Funabashi fu nominato editore capo di Asahi Shimbun.
Il 12 giugno 2008, in collaborazione con EC Navi Inc. (ECナビ), Asahi Shinbun lancia il servizio online "Minna no Chiezō", che consente agli utenti di cercare tra 16.000 parole, inclusi termini moderni, tratti dal dizionario di terminologia moderna "Chiezō", sempre pubblicato da Asahi Shimbun. Il 23 aprile del 2009, Asahi Shinbun espande il progetto di "Minna no Chiezō" e fa nascere il sito del dizionario Kotobank, in collaborazione con EC Navi, Kodansha e Shogakukan. 

## Struttura editoriale
Una rubrica del quotidiano è dedicata ai giovani studenti nel mondo, i quali possono scrivere le loro impressioni sul viaggio in Giappone.
Il giornale dispone di un sito internet in lingua inglese. Le rubriche del quotidiano sono molto critiche verso l'andamento economico del Paese.
- Ambiente: analizza dettagliatamente i cambiamenti climatici del paese, confrontandosi attraverso studi mirati.
- Affari: la rubrica analizza l'andamento della borsa, le quotazioni delle maggiori industrie tecnologiche del paese e le partecipazioni azionarie.
- Cosa succede: la rubrica elenca tutti i film in prima visione e quelli in preparazione.
- Sport: la rubrica sportiva tratta tutte le discipline sportive e in particolare le notizie del calcio europeo.

## Il gruppo
- International Herald Tribune/The Asahi Shimbun
- Nippon News Network

## Gli uffici
- Osaka (quartier generale):  Nakanoshima Festival Tower East, 3-18, Nakanoshima Nichome, Kita-ku. Al 17º piano dello stesso palazzo sono ospitati il Consolato Generale d'Italia e la sede cittadina dell'Istituto Italiano di Cultura[6]
- Tokyo: 3-2, Tsukiji Gochome, Chūō-ku
- Sapporo: 1-1, Kita-Nijo-nishi Itchome, Chūō-ku
- Nagoya: 3-3, Sakae Itchome, Naka-ku
- Kitakyūshū: 1-1, Muromachi Itchome, Kokura Kita-ku
- Fukuoka: 1-1, Hakata Ekimae Nichome, Hakata-ku